# Nucella emarginata
Espèce
Synonymes
- Nucella ostrina Gould, A.A., 1852[1]
- Purpura emarginata Deshayes, 1839[1]
- Thais emarginata (Deshayes, 1839)[1]

Nucella emarginata est une espèce de mollusques gastéropodes marins appartenant à la famille des Muricidae.
- Répartition : côtes ouest de l’Amérique du Nord.
- Longueur : 3 cm.